# Mang av Xia
Mang (芒; Máng) var en kung under den kinesiska Xiadynastin och regerade från 1753 till 1696 f.Kr.
Mang blev regent i året RenShen (壬申) efter att hans far Huai av Xia avlidit. Efter sin död efterträddes Mang av sin son Xie av Xia.
Mang biografi är beskriven i de historiska krönikorna Shiji och Bambuannalerna.